# Dean Bombač
Dean Bombač (ur. 4 kwietnia 1989 w Koprze) – słoweński piłkarz ręczny, środkowy rozgrywający, od 2018 zawodnik Picku Szeged.

## Kariera sportowa
Kariera klubowa
W latach 2007–2013 występował w RK Koper. Z klubem tym zdobył mistrzostwo Słowenii (2010/2011) i trzy puchary kraju. W sezonie 2010/2011, w którym rzucił 38 bramek, wygrał ponadto rozgrywki Challenge Cup. W barwach RK Koper występował również przed dwa sezony w Lidze Mistrzów, zdobywając w niej w tym czasie 56 goli. W sezonie 2013/2014 grał w białoruskim Dynama Mińsk, a po jego likwidacji – we francuskim Pays d’Aix UC (10 meczów i 31 bramek).
W latach 2014–2016 występował w Picku Szeged. W sezonie 2015/2016 rozegrał w Lidze Mistrzów 16 meczów, w których zdobył 101 bramek (średnia: 6,3 gola na mecz), co dało mu 5. miejsce w klasyfikacji najlepszych strzelców rozgrywek. Został ponadto wybrany najlepszym środkowym rozgrywającym LM. W lipcu 2016 został zawodnikiem Vive Kielce, z którym podpisał trzyletni kontrakt. W sezonie 2016/2017, w którym rozegrał w Superlidze 23 mecze i rzucił 57 bramek, zdobył z kieleckim klubem mistrzostwo Polski. Sięgnął również po Puchar Polski, zaś w Lidze Mistrzów rzucił 23 gole. W październiku 2017 przedłużył kontrakt z Vive do końca czerwca 2022. W sezonie 2017/2018 rozegrał w Superlidze 28 meczów i zdobył 60 bramek. Wraz z kieleckim zespołem wywalczył mistrzostwo kraju, a sam został wybrany najlepszym środkowym rozgrywającym ligi. Ponadto zdobył Puchar Polski, a w Lidze Mistrzów, w której Vive dotarło do 1/4 finału, rozegrał 16 spotkań i rzucił 24 gole.
W czerwcu 2018, z własnej inicjatywy pomimo obowiązującej do 2022 umowy z Vive, przeszedł do Picku Szeged, z którym podpisał trzyletni kontrakt.
Kariera reprezentacyjna
W 2006 uczestniczył w mistrzostwach Europy U-18 w Estonii, podczas których rozegrał pięć meczów i rzucił w nich 21 bramek. W 2009 zdobył brązowy medal na mistrzostwach świata U-21 w Egipcie, w których zdobył 44 gole.
W 2015 wraz z reprezentacją Słowenii seniorów uczestniczył w mistrzostwach świata w Katarze, podczas których wystąpił w pięciu meczach i zdobył cztery gole. W 2016 uczestniczył w mistrzostwach Europy w Polsce, na których zagrał w trzech spotkaniach i rzucił sześć bramek. Również w 2016 wystąpił na igrzyskach olimpijskich w Rio de Janeiro – w pięciu meczach zdobył 11 goli.

## Sukcesy
RK Koper
- Mistrzostwo Słowenii: 2010/2011
- Puchar Słowenii: 2007/2008, 2008/2009, 2010/2011
- Challenge Cup: 2010/2011

Vive Kielce
- Mistrzostwo Polski: 2016/2017, 2017/2018
- Puchar Polski: 2016/2017, 2017/2018
- 3. miejsce w Super Globe: 2016

Reprezentacja Słowenii
- 3. miejsce w mistrzostwach świata U-21: 2009

Indywidualne
- Najlepszy środkowy rozgrywający Ligi Mistrzów w sezonie 2015/2016 (Pick Szeged)[6]
- Najlepszy środkowy rozgrywający Superligi w sezonie 2017/2018 (Vive Kielce)[10]
- 5. miejsce w klasyfikacji najlepszych strzelców Ligi Mistrzów: 2015/2016 (101 bramek; Pick Szeged)[5]
- 9. miejsce w klasyfikacji najlepszych strzelców Challenge Cup: 2010/2011 (38 bramek; RK Koper)[17]

## Statystyki w Vive Kielce
| Klub                          | Sezon     | Superliga | Superliga | Superliga | Puchar Polski | Puchar Polski | Puchar Polski | Liga Mistrzów | Liga Mistrzów | Liga Mistrzów | Razem | Razem | Razem |
| Klub                          | Sezon     | M         | B         | Śr.       | M             | B             | Śr.           | M             | B             | Śr.           | M     | B     | Śr.   |
| ----------------------------- | --------- | --------- | --------- | --------- | ------------- | ------------- | ------------- | ------------- | ------------- | ------------- | ----- | ----- | ----- |
| Vive Kielce                   | 2016/2017 | 23        | 57        | 2,5       | 5             | 11            | 2,2           | 14            | 23            | 1,6           | 42    | 91    | 2,2   |
| Vive Kielce                   | 2017/2018 | 28        | 60        | 2,1       | 5             | 11            | 2,2           | 16            | 24            | 1,5           | 49    | 95    | 1,9   |
| Razem                         | Razem     | 51        | 117       | 2,3       | 10            | 22            | 2,2           | 30            | 47            | 1,6           | 91    | 186   | 2     |
| Źródła: handballnews.pl i EHF |           |           |           |           |               |               |               |               |               |               |       |       |       |